# 리드 추측
리드 추측은 그래프 이론의 채색 다항식의 계수가 의 Unimodality를 가짐에 대해 로날드 리드가 처음으로 만든 추측이다. 1974년에 SG Hoggar는 계수가 강 로그 오목 해야 한다는 추측으로 이를 강화했다. Hoggar의 추측 버전은 Read-Hoggar 추측이라고 한다.
Read-Hoggar 추측은 허준이 2009년 박사 과정에서 대수 기하적 방법을 사용하여 이를 증명하기 전까지 40년 이상 풀리지 않았다.